# Liparetrus medius
Liparetrus medius är en skalbaggsart som beskrevs av Britton 1980. Liparetrus medius ingår i släktet Liparetrus och familjen Melolonthidae. Inga underarter finns listade i Catalogue of Life.